# Boratyn (rejon szeptycki)
Boratyn (ukr.  Борятин) – wieś na Ukrainie, w rejonie szeptyckim obwodu lwowskiego. Wieś liczy około 800 mieszkańców.
Do 2024 w rejonie czerwonogrodzkim.
Pod koniec XIX w. przysiółek wsi nosi nazwę Wydra.
W II Rzeczypospolitej do 1934 samodzielna gmina jednostkowa. Następnie należała do zbiorowej wiejskiej gminy Krystynopol w powiecie sokalskim w woj. lwowskim. 
We wsi był drewniany kościół, obsługiwany przez ojców bernardynów jako filia parafii w Krystynopolu. W latach 1943 -1944 nacjonaliści ukraińscy z OUN - UPA zamordowali tutaj 50 Polaków, grabiąc i paląc polskie zagrody oraz kościół.
Po wojnie wieś weszła w skład powiatu hrubieszowskigo w woj. lubelskim. W 1951 roku wieś wraz z całym obszarem gminy Krystynopol została przyłączona do Związku Radzieckiego w ramach umowy o zamianie granic z 1951 roku.